# 拉洋片

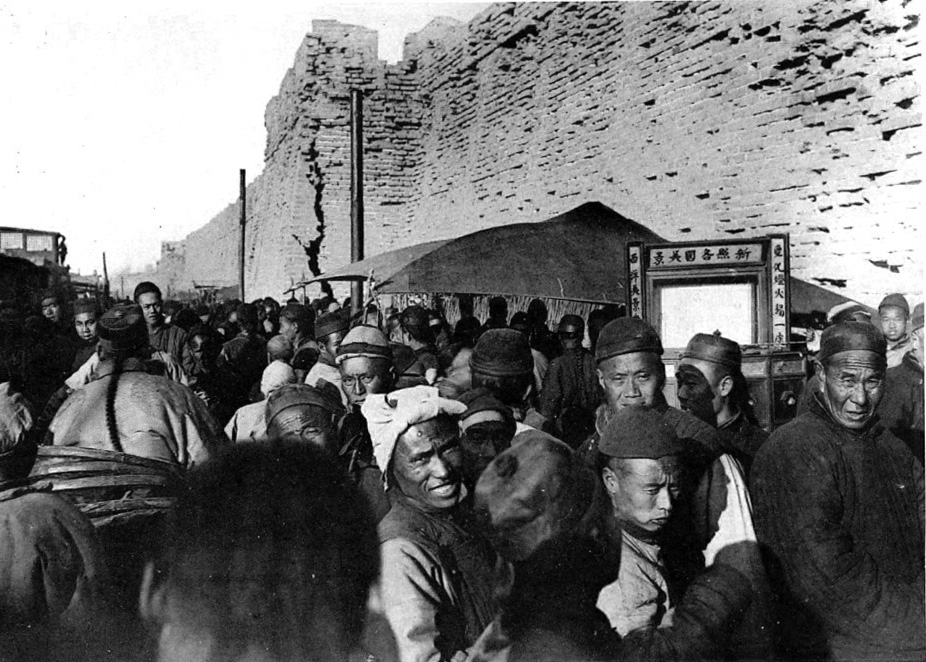
天津街头的拉洋片，“新照各国美景”，法军拍摄（1900年-01年）。

拉洋片，又稱拉大片或西洋镜，是一种民间艺术。表演者通常为1人。使用的道具为四周安装有镜头的木箱。箱内装备数张图片，并使用灯具照明。表演时表演者在箱外拉动拉绳，操作图片的卷动。观者通过镜头观察到画面的变化。通常内置的图片是完整的故事或者相关的内容。表演者同时配以演唱，解释图片的内容。
目前，拉洋片已经基本绝迹。仅有少数爱好者仍从事此种艺术形式。